# Хуан Агілера
Хуан Агілера (ісп. Juan Aguilera, 23 жовтня 1903, Сантьяго, Чилі — 21 жовтня 1979) — чилійський футболіст, що грав на позиції нападника за клуб «Аудакс Італьяно», а також національну збірну Чилі.

## Клубна кар'єра
У дорослому футболі дебютував 1930 року виступами за команду «Аудакс Італьяно», кольори якої і захищав протягом усієї своєї кар'єри гравця. 
Помер 21 жовтня 1979 року на 76-му році життя.

## Виступи за збірну
1930 року провів єдиний офіційний матч у складі національної збірної Чилі проти Аргентини (1:3) на чемпіонаті світу 1930 року в Уругваї.